# Александрова, Надежда Валерьевна
Наде́жда Вале́рьевна Алекса́ндрова (род. 3 января 1986, Москва) — российская хоккеистка, вратарь.

## Биография

### Клубная карьера
До прихода в хоккей с шайбой занималась плаванием, каратэ и флорболом, благодаря последнему и попала в хоккей. В возрасте 13 лет попала в школу столичного «Спартака»: изначально была полевым игроком, затем стала вратарём. Некоторое время в составе мужских команд играла в первенстве Москвы. С 2002 года защищает ворота клуба СКИФ. Четыре раза выигрывала чемпионат страны, в сезоне 2008/2009 выиграла Кубок европейских чемпионов. Параллельно продолжает играть и в ночной хоккейной лиге.

### В сборной
В 2003 году дебютировала в основном составе сборной России. Играла на Олимпийских играх 2006 года, была основным вратарём на чемпионате мира 2013 года и завоевала там бронзовую медаль, а также попала в сборную звёзд чемпионата.

### Личная жизнь
Хобби — вышивание. Любимые книги — детективы.
Отказалась от участия в Олимпийских играх 2014 года по причине того, что ожидала рождения ребёнка.